# Leptoneta coreana
Leptoneta coreana är en spindelart som beskrevs av Paik och Joon Namkung 1969. Leptoneta coreana ingår i släktet Leptoneta och familjen Leptonetidae. Inga underarter finns listade i Catalogue of Life.